# Венгерская народная армия
Венгерская народная армия (венг. Magyar Néphadsereg), сокращённо ВНА — вооружённые силы Венгерской Народной Республики, для защиты суверенитета и территориальной целостности государства, существовавшие с 1951 года по 1990 год.
Венгерская народная армия была в составе объединённых вооружённых сил Организации Варшавского договора, однако не участвовала ни в каких сражениях или столкновениях, кроме подавления выступлений в Чехословакии в 1968 году. После упразднения Венгерской Народной Республики правопреемником Венгерской народной армии стали современные вооружённые силы Венгрии.

## Предыстория
В 1945 году под советским надзором на короткое время возникла Венгерская демократическая армия, которую расформировали по приказу Сталина.

## История

### Образование

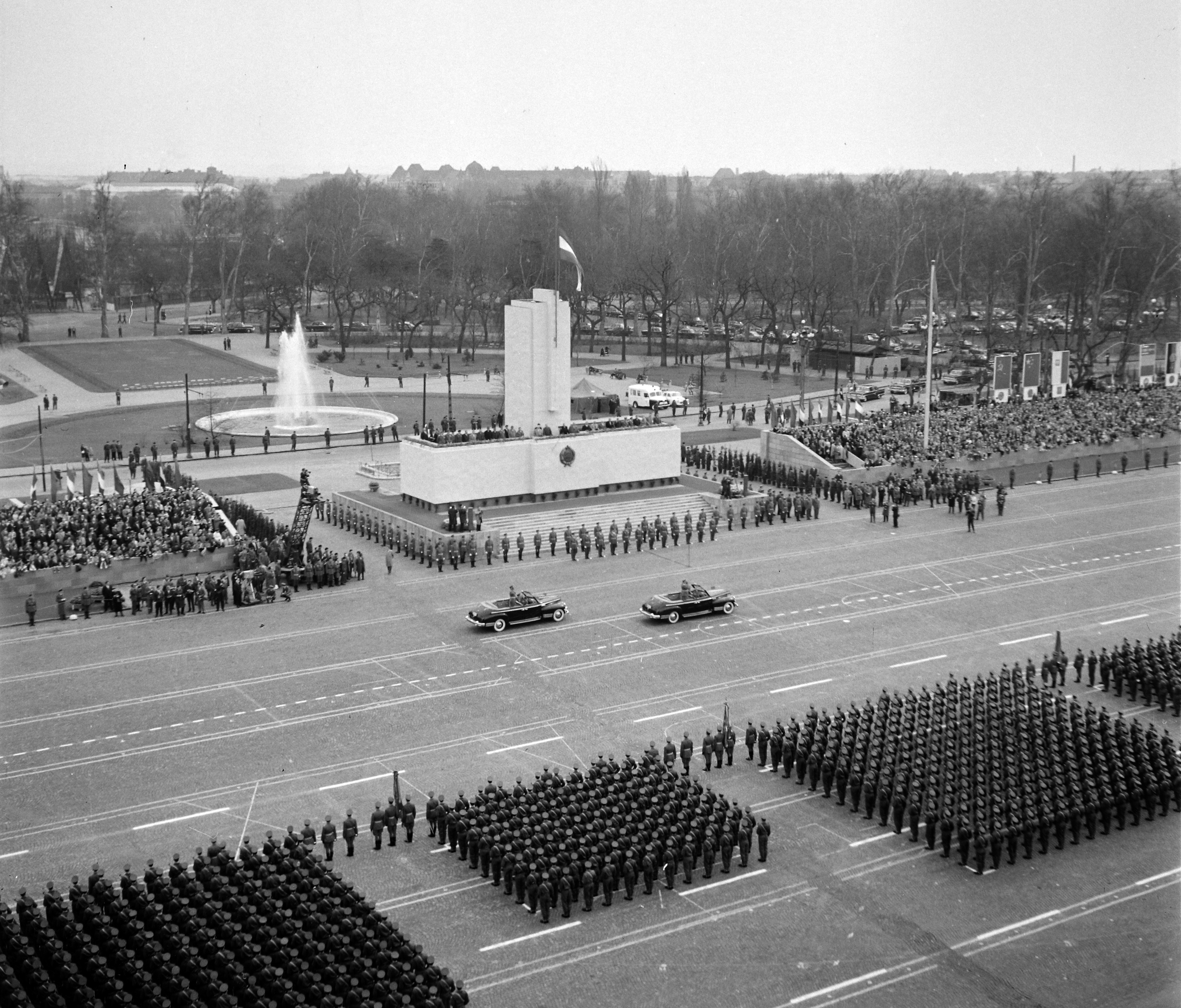
Парад Венгерской народной армии 4 апреля

Заключение 10 февраля 1947 года Парижского мирного договора положило начало процессу образования новой венгерской армии. 1 июня 1951 года была создана Венгерская народная армия. СССР и его союзники по социалистическому блоку предложили установить численность армии до 65 тысяч человек в сухопутных войсках и 5 тысяч человек и 90 самолётов в военно-воздушных силах. Первый министр обороны Михай Фаркаш следовал при формировании армии опыту И. В. Сталина, переняв идею внедрения политических комиссаров в армии и обучения личного состава идеологии марксизма-ленинизма. Знаки различия и форма одежды по образцу советских были введены по распоряжению Матьяша Ракоши. С момента подписания Варшавского договора и до его аннулирования Венгрия была членом организации Варшавского договора (с 1955 по 1991 годы).

### Венгерское восстание
После смерти И. В. Сталина и последующей десталинизации Фаркаш был снят с должности министра обороны. В 1956 году в Венгрии вспыхнуло антиправительственное восстание, которое подавляли советские войска и венгерские части, не поддержавшие восставших. 40 офицеров Венгерской Народной армии были награждены орденами Венгерской Народной Республики, свыше 9 тыс. военнослужащих ВНА были награждены медалями. Отличившийся в ходе боевых действий 37-й стрелковый полк, которым командовал майор Имре Ходошан, был преобразован в Будапештский революционный полк.

### После восстания
После подавления восстания почти всё вооружение Венгерской народной армии было конфисковано советскими силами, ВВС распущены. Восстановление армии началось в 1959 году по итогам Декларации 24 мая 1958 года, однако в ходе восстановления численность вооружённых сил сократили значительно, также вернув традиционную форму венгерской армии.
Новый глава ВНР Янош Кадар обратился к СССР с просьбой разместить около 200 тысяч человек из Южной группы войск. Вследствие этого Венгрия теперь могла рассчитывать больше на советские войска в случае вооружённого столкновения с Западом, чем полагаться на свои собственные силы. 12 марта 1958 года был создан Спортивный комитет дружественных армий, участником которого стали вооружённые силы ВНР. В 1959 году на VII съезде ВСРП была принята новая программа развития вооружённых сил.
В 1968 году советские и венгерские войска участвовали в операции «Дунай» и борьбе против участников Пражской весны. 4 солдата Венгерской народной армии погибли в ходе подавления выступлений. В 1976 году был принят «Закон о защите Родины», в соответствии с которым продолжительность срочной службы составляла два года. К 1985 году вооружённые силы ВНР включали сухопутные войска, войска противовоздушной обороны и четыре военно-учебных заведения: Военная академия им. Миклоша Зриньи, высшее общевойсковое, инженерное и авиационное военные училища. Часть офицерского состава проходила повышение квалификации в военно-учебных заведениях СССР.
В годы перестройки влияние со стороны СССР значительно ослабло, и Венгрия начала процесс демократизации: призывная Венгерская народная армия вскоре была преобразована в современные вооружённые силы Венгрии, которые ведут свою историю с 1990 года.

## Структура

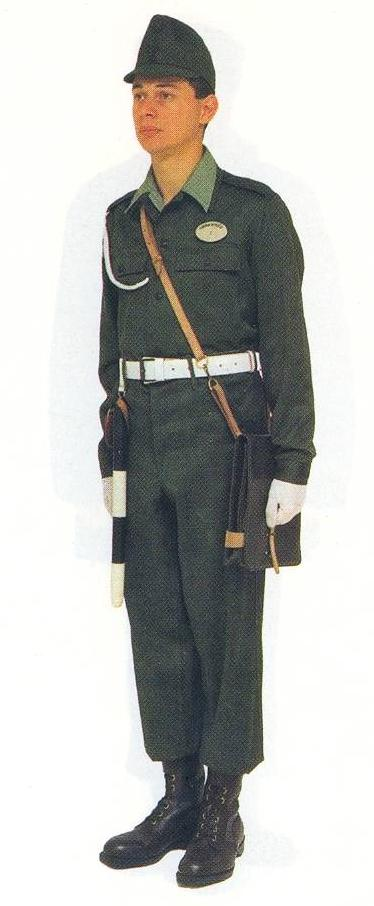
Офицер военной комендатуры Венгерской народной армии

В 1963 году в составе ВНА были 3-й и 5-й корпуса, куда входили 7-я, 8-я, 9-я, 11-я (3-й корпус), 4-я и 15-я дивизии (5-й корпус). В 1989 году численность ВНА составляла 100 тысяч человек (в том числе 64 тысячи призывников). У Венгрии было наименьшее количество бронетехники и авиации из стран Варшавского договора. В состав ВНА входили сухопутные войска (77 % от всего личного состава) и военно-воздушные силы, подчинявшиеся министерству обороны. В ведение министерства обороны не входили следующие формирования:
- Национальная народная полиция[10]
- Народная полиция безопасности[11]
- Государственная пограничная служба[12]
- Гвардейский рабочий корпус[13]

## Оснащение
Основным стрелковым оружием солдат ВНА были автоматы Калашникова: как оригинальные советские АК, так и производившиеся копии и клоны: AK-55 (копия АК), AKM-63, AMD-63 (дальнейшая модернизация AK-55) и AMD-65 (вариант для десантников), AMP-69 (копия АКМ, модернизация AMD-65) и AK-63 (копия АКМ и АКМС, пришедшая на замену AMD-65). Оружием офицеров служили также пистолеты Токарева (под названием M48) и P9RC, также на вооружении состояли ППШ (под названием M48). Униформа Венгерской народной армии не отличалась от традиционной довоенной формы, но была принята с некоторыми отличиями. С 1951 года в ВНА оснащалась стальными шлемами СШ-40 образца 1950 года.
В 1950-е годы Венгерская народная армия была оснащена основными танками Т-34/85 и танками ИС-2 (68 шт.), большую часть которых пришлось вернуть Союзу ССР после подавления Венгерского восстания. К 1988 году на вооружении Венгрии были 1300 танков: из них 1200 — Т-54А или Т-55, ещё 100 — Т-72 (для сравнения, формирования Южной группы войск ВС СССР насчитывали 1400 танков, из которых почти все составляли Т-72). Артиллерия была представлена 122-мм гаубицами образца 1938 года М-30 (225 шт.), 152-мм гаубицами образца 1943 года Д-1 (50 шт.), 122-мм самоходными гаубицами 2С1 (90 шт.) и 152-мм самоходными гаубицами 2С3 (20 шт.).

## Присяга
Я, сын трудового венгерского народа, клянусь быть верным солдатом Венгерской Народной Республики.
Я буду добросовестно и честно исполнять свой долг в соответствии с Конституцией, законами и законными указами Народной Республики. Я подчиняюсь приказам своих начальников и вышестоящих лиц.
Клянусь защищать свою родину, Венгерскую Народную Республику, от всех внешних и внутренних врагов, даже ценой своей жизни. Я никогда не вступлю ни в малейшее соглашение с врагом, я буду сражаться с ним храбро и мужественно всегда и везде. Вдохновленный примером наших предшественников — борцов за свободу, я поведу наши флаги к победе.
Я защищу своих командиров, свои знамена, своих товарищей и не брошу свои войска, оружие и другую боевую технику. Я осваиваю военное дело. Я буду вести себя образцово и поддерживать дисциплину всеми законными способами. Я забочусь о своих подчинённых по мере своих сил, воспитывая из них сознательных патриотов и борцов за свободу народов.
Я буду сохранять и обеспечивать сохранность имущества Вооруженных Сил и другого национального имущества. Я буду добросовестно хранить служебную и государственную тайну.
В мире и на войне я веду себя как истинный сын своего народа, живу и умираю с честью.
А если я нарушу свою клятву, пусть меня поразит закон Народной Республики и презрение наших трудящихся.
Оригинальный текст (венг.)Én, a dolgozó magyar nép fia, esküszöm, hogy a Magyar Népköztársaság hűséges katonája leszek.

A népköztársaság alkotmányához, törvényeihez és törvényes rendeleteihez híven, becsülettel teljesítem kötelességemet. Elöljáróim és feljebbvalóim parancsinak engedelmeskedem.
Esküszöm, hogy hazámat, a Magyar Népköztársaságot minden külső és belső ellenség ellen, életem feláldozásával is megvédem. Az ellenséggel soha a legkisebb egyetértésbe nem bocsátkozom, ellene mindenkor, mindenütt bátran és férfiasan harcolok. Zászlóinkat, szabadságharcos elődeink példáján lelkesülve, győzelemre viszem.
Parancsnokaimat, zászlóinkat, elvtársaimat megvédem, csapatainkat, fegyvereinket és egyéb harci eszközeinket nem hagyom. A katonai ismereteket elsajátítom. Példaadóan viselkedem és a fegyelmet minden törvényes eszközzel fenntartom. Alárendeltjeimről legjobb tudásom szerint gondoskodom, őket öntudatos hazafiakká és a népek szabadságának harcosává nevelem.
A fegyveres erők vagyonát és más népi vagyont megőrzöm és megőriztetem. A szolgálati és államtitkot híven megtartom.
Békében és háborúban egyaránt népünk igaz fiához méltó módon viselkedem, becsülettel élek és halok.

Ha pedig eskümet megszegem, sújtson a népköztársaság törvénye és dolgozó népünk megvetése.

## Призывники
Обучение призывников было слабым, поэтому их использовали в качестве рабочей силы при строительстве. Все призывники проходили курс молодого бойца в течение нескольких недель, прежде чем отправлялись на строительные работы. Отношение населения к Венгерской народной армии со временем ухудшалось, поэтому число уклонявшихся от призыва и даже подделывавших медицинские заключения возрастало.

## Галерея

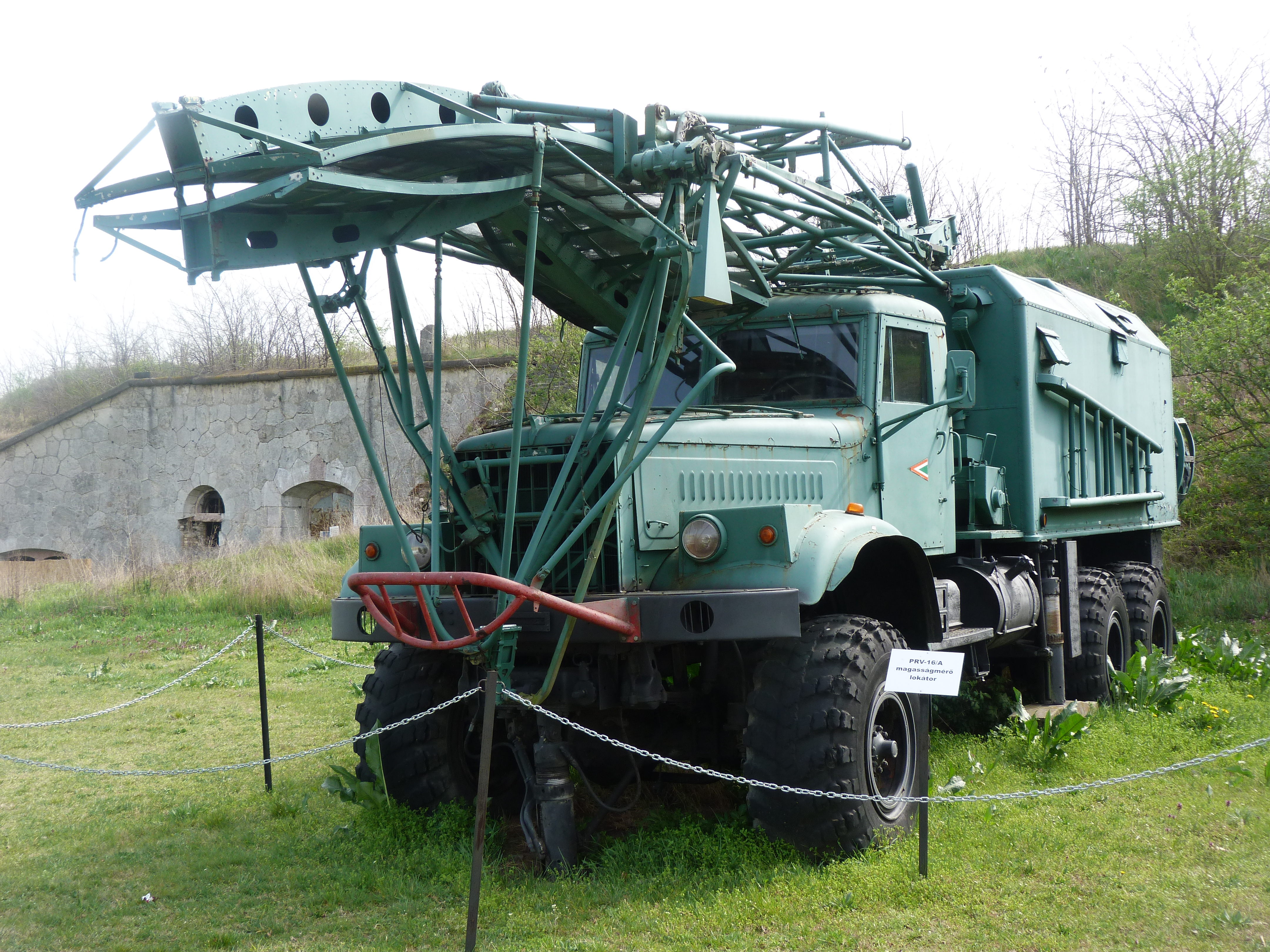
Радиовысотомер ПРВ-16А «Надёжность»
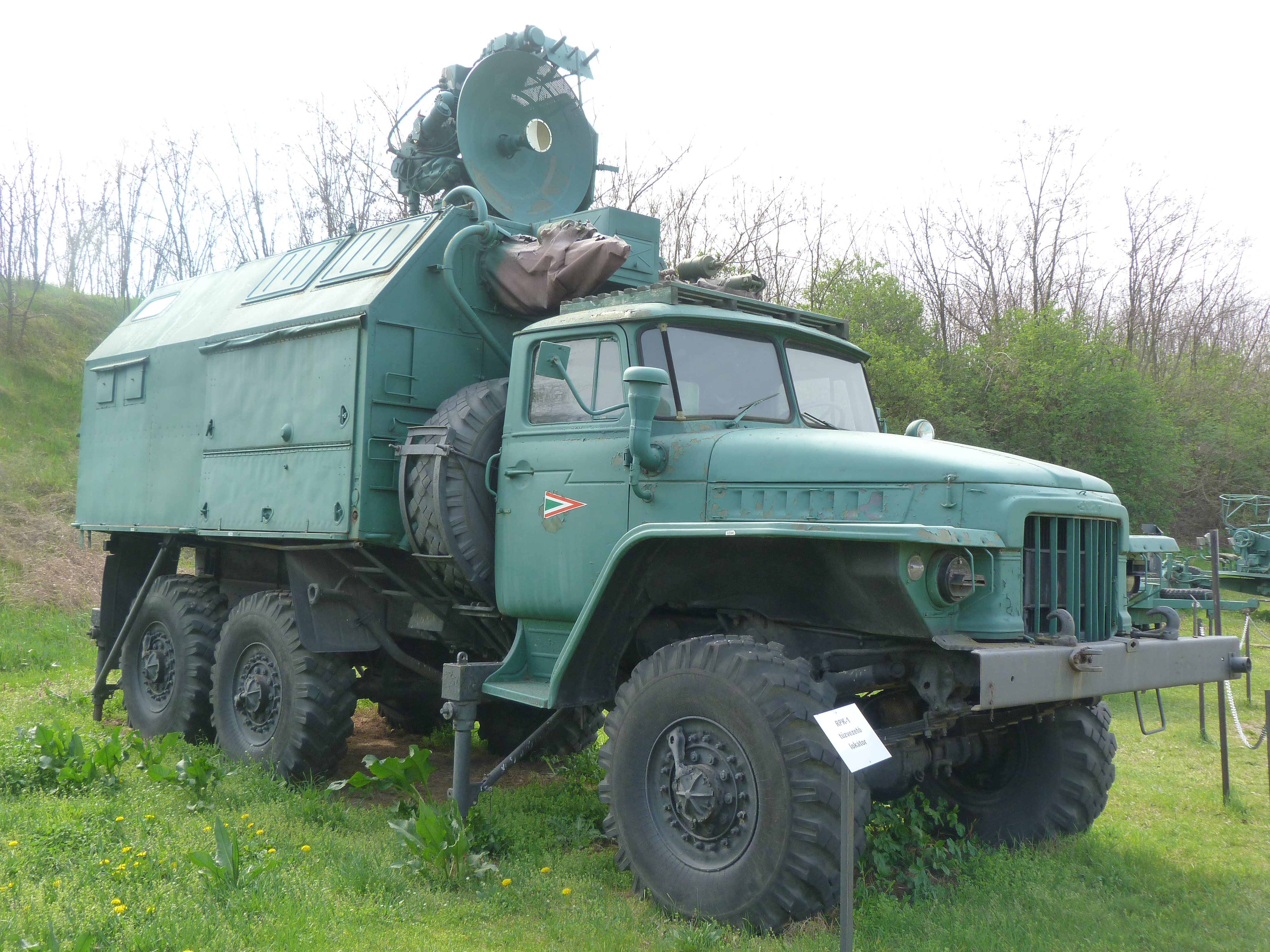
Радиоприборный комплекс РПК-1 «Ваза»
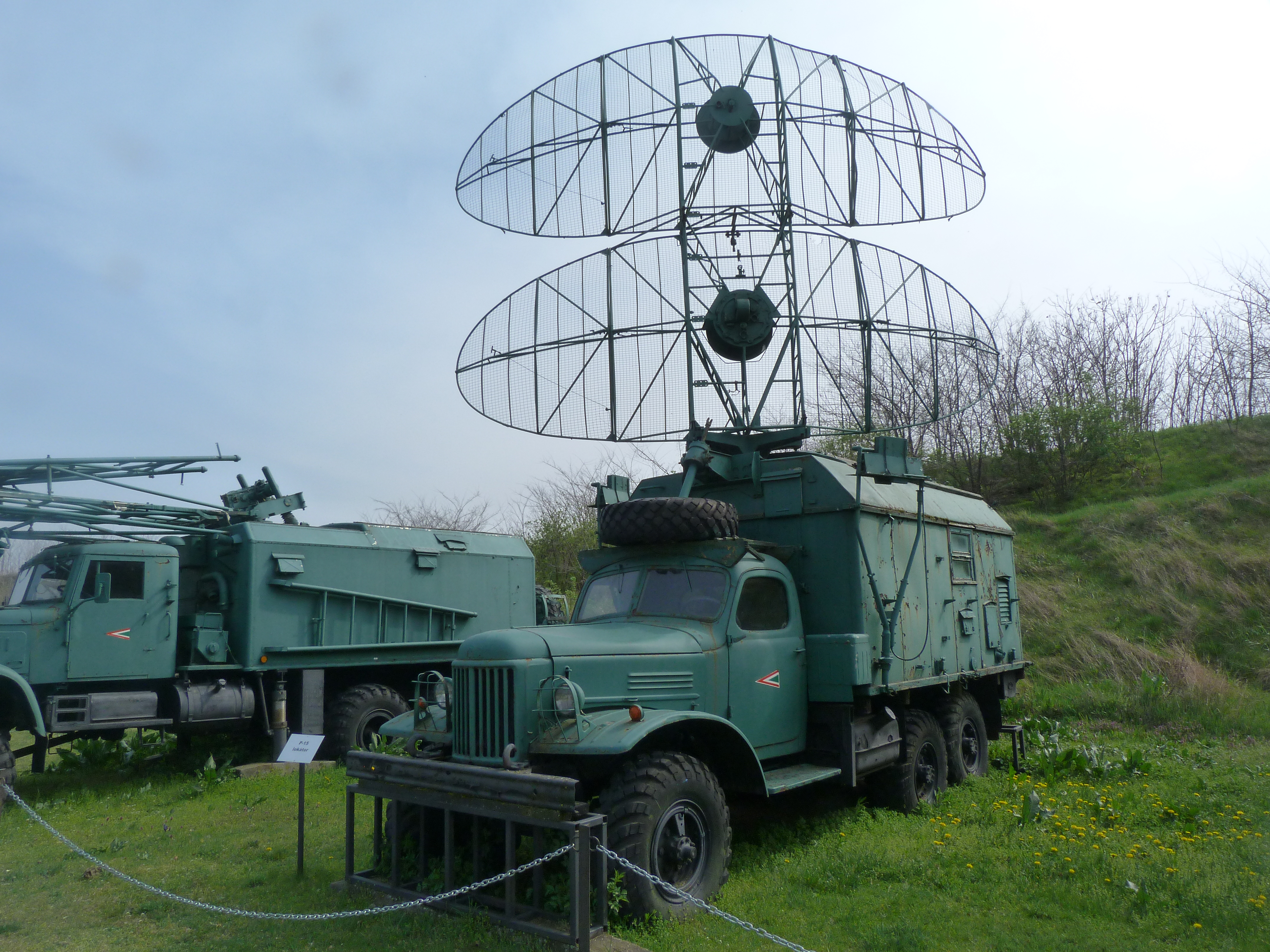
Радиолокационная станция П-15
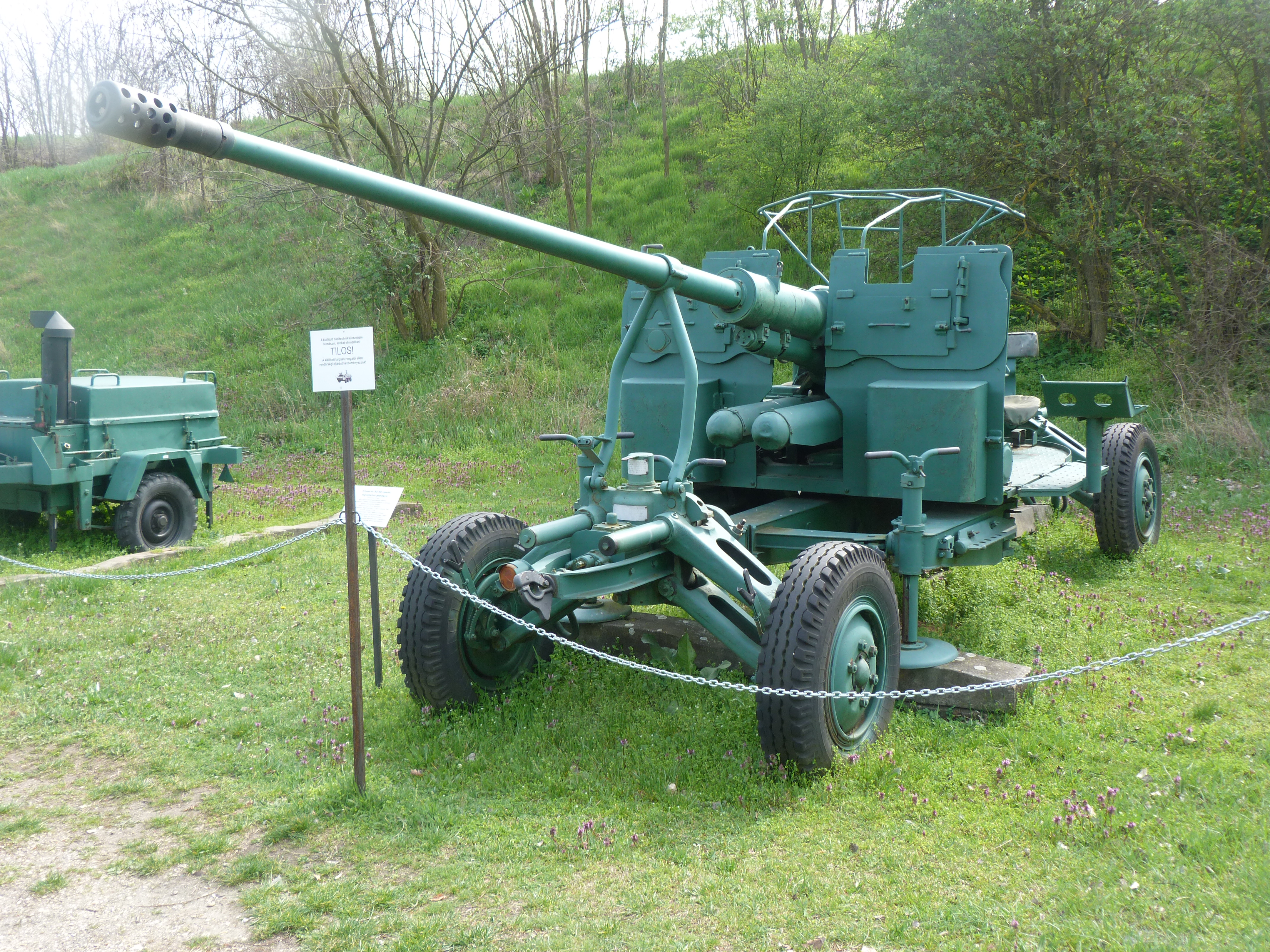
57-мм зенитная пушка С-60
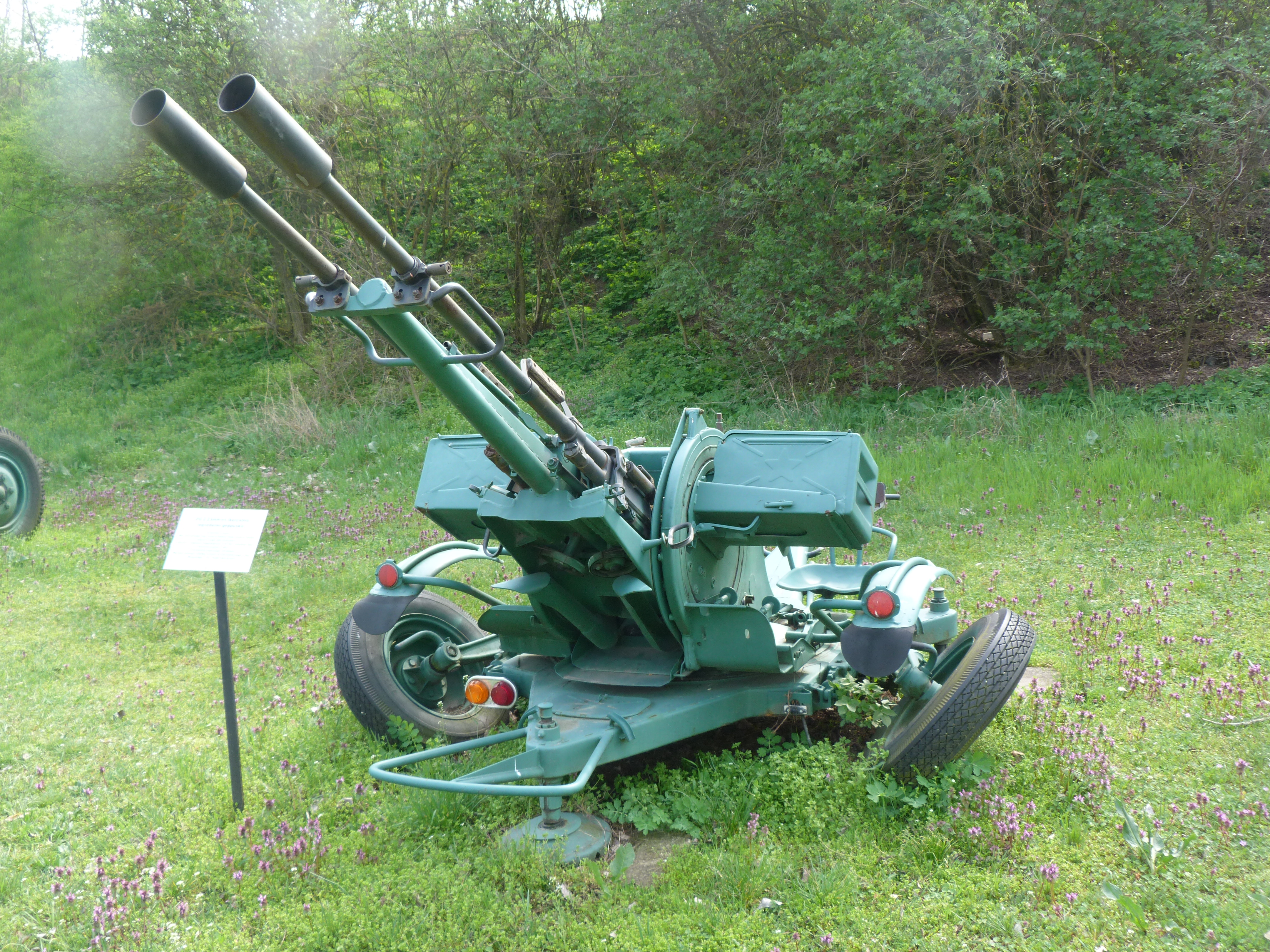
23-мм спаренная зенитная установка ЗУ-23
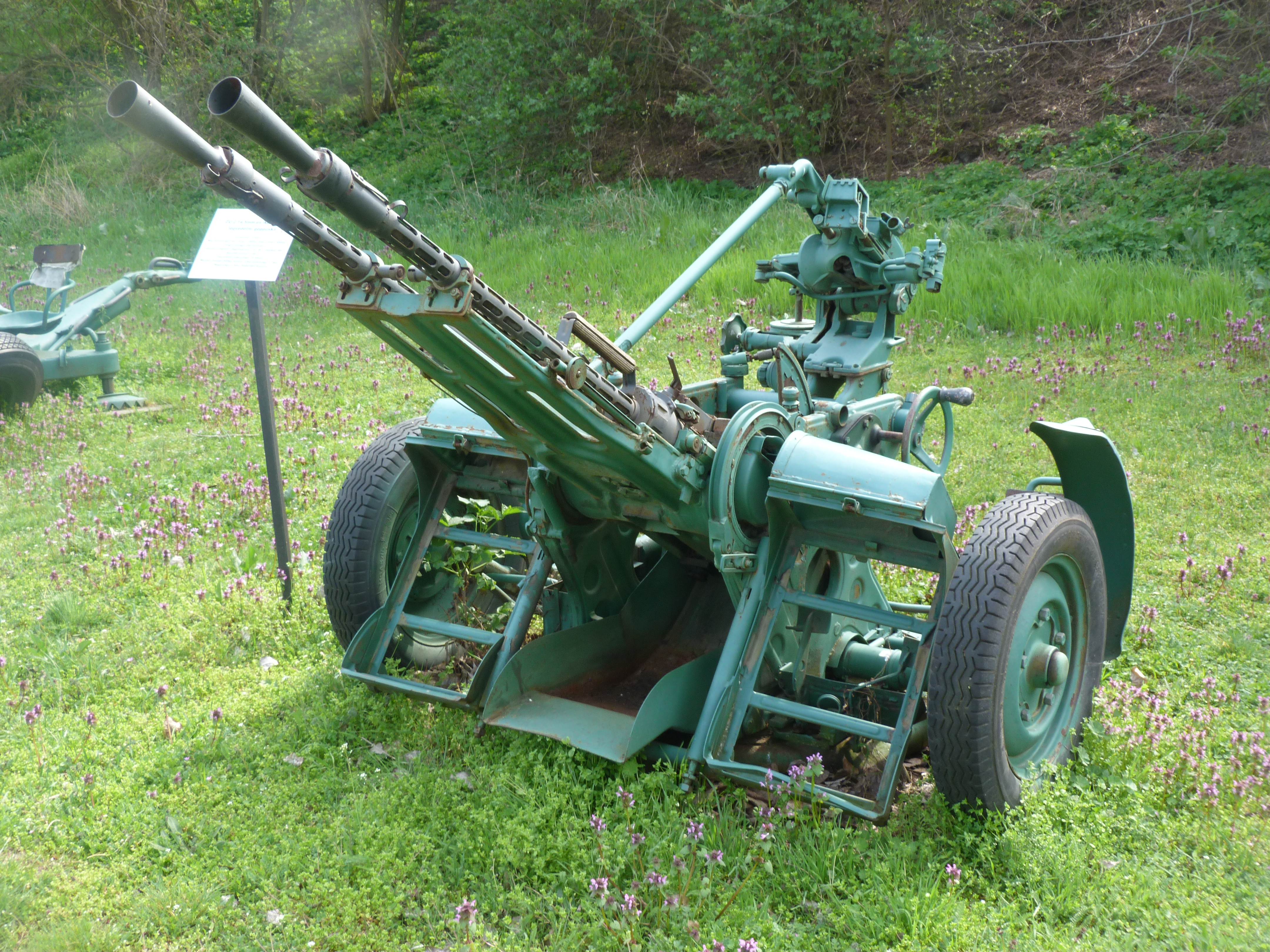
14,5-мм счетверённая зенитная установка ЗПУ-2
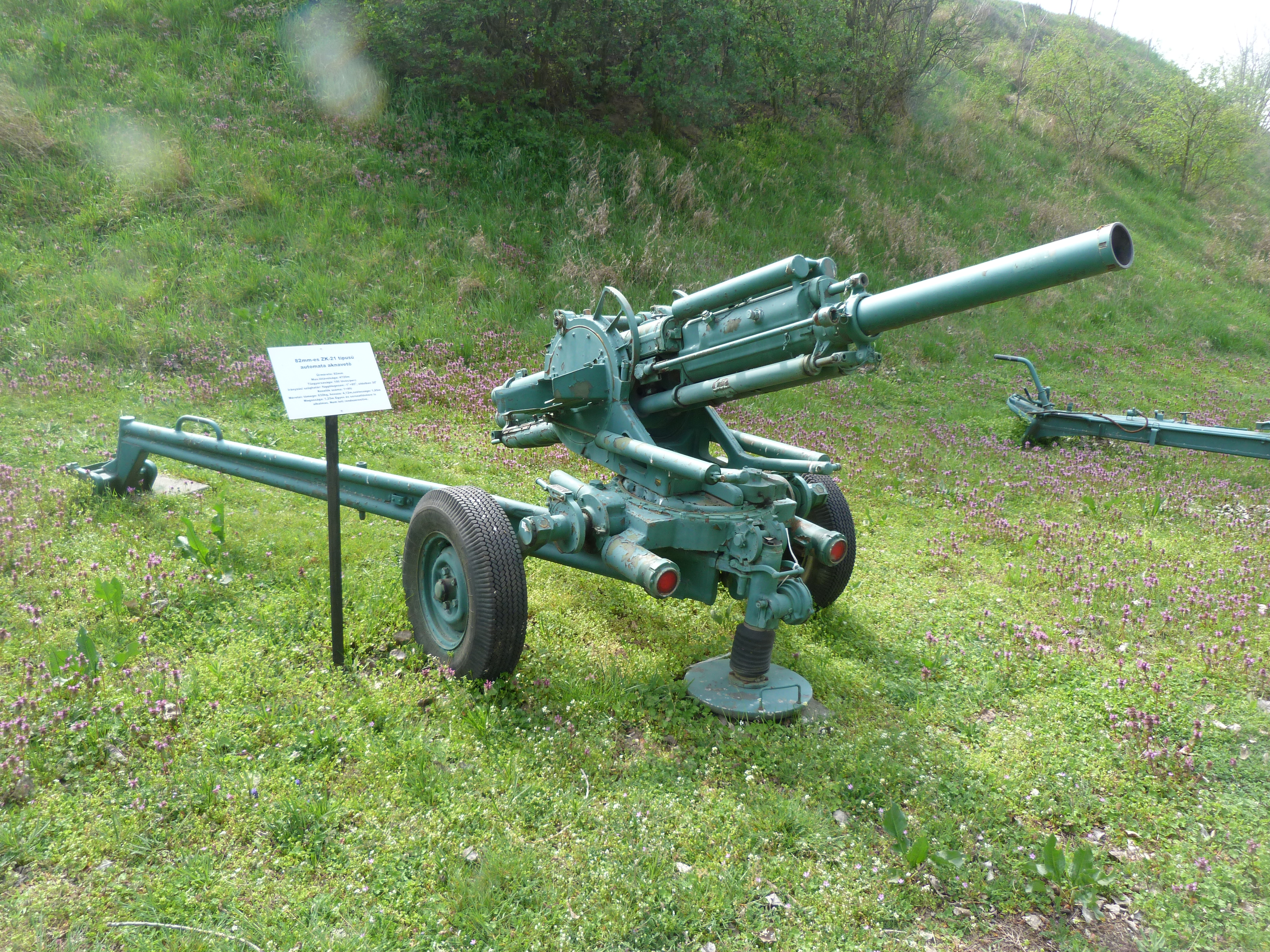
82-мм миномёт 2Б9
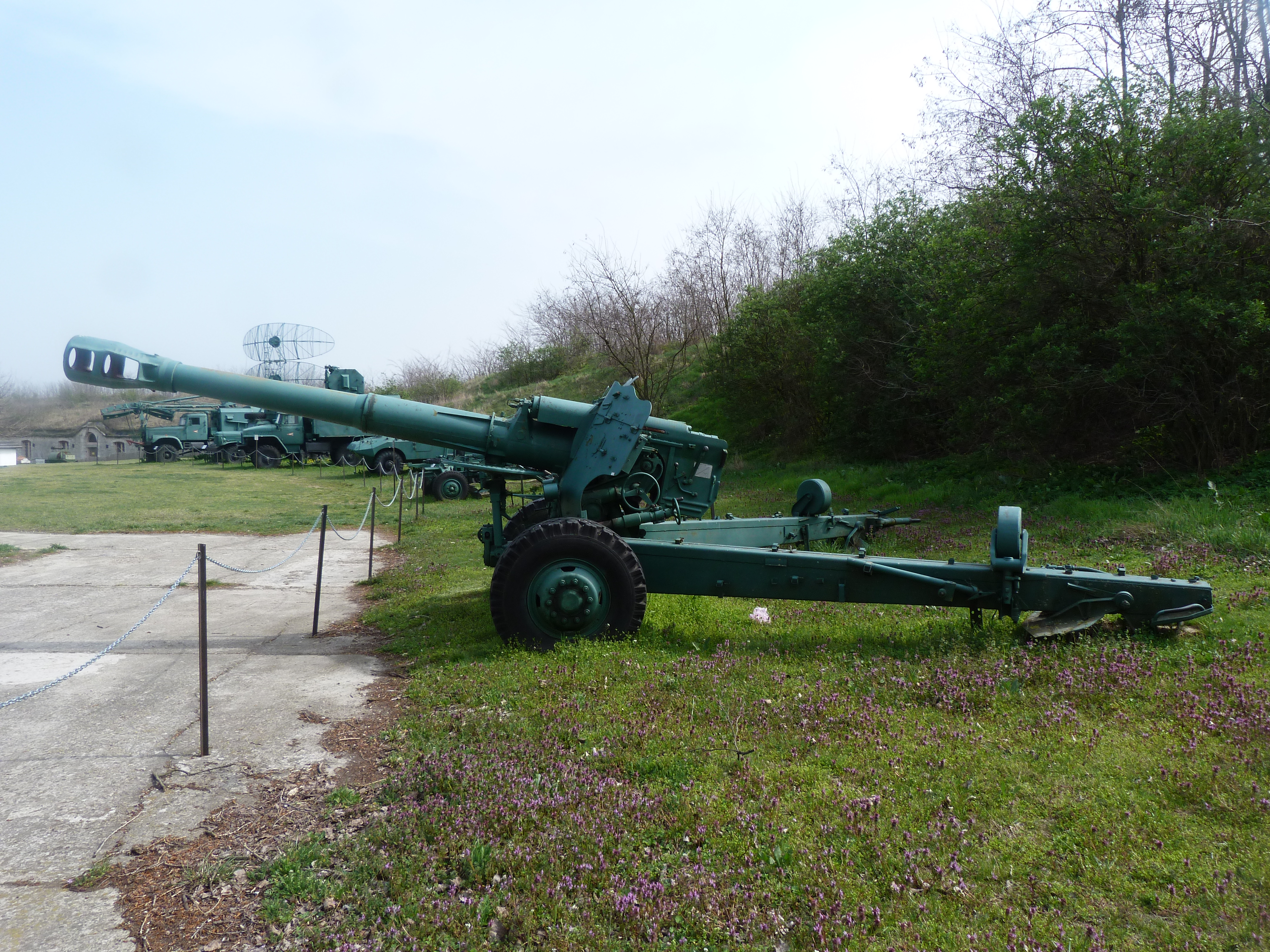
152-мм пушка-гаубица Д-20
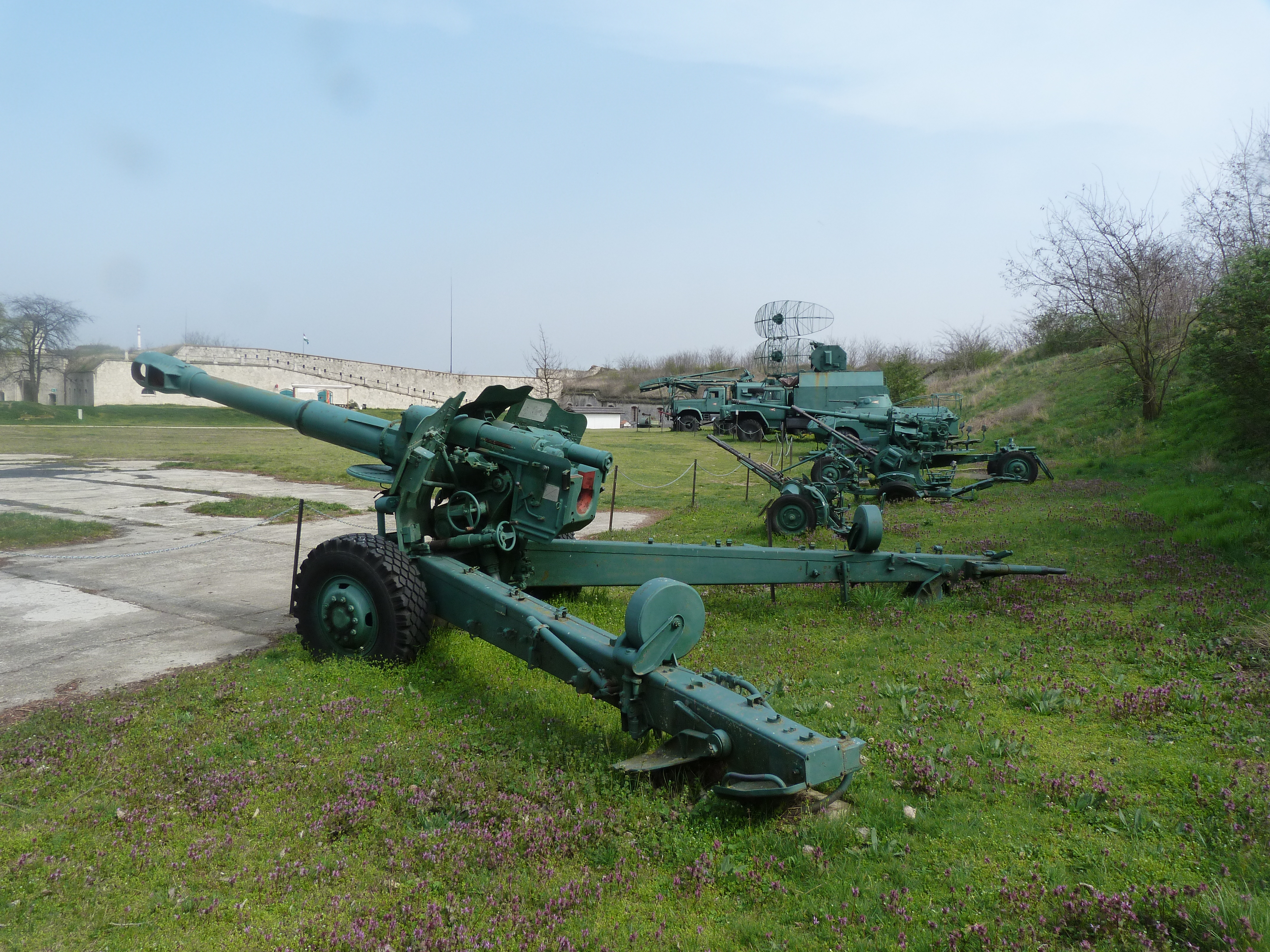
152-мм пушка-гаубица Д-20
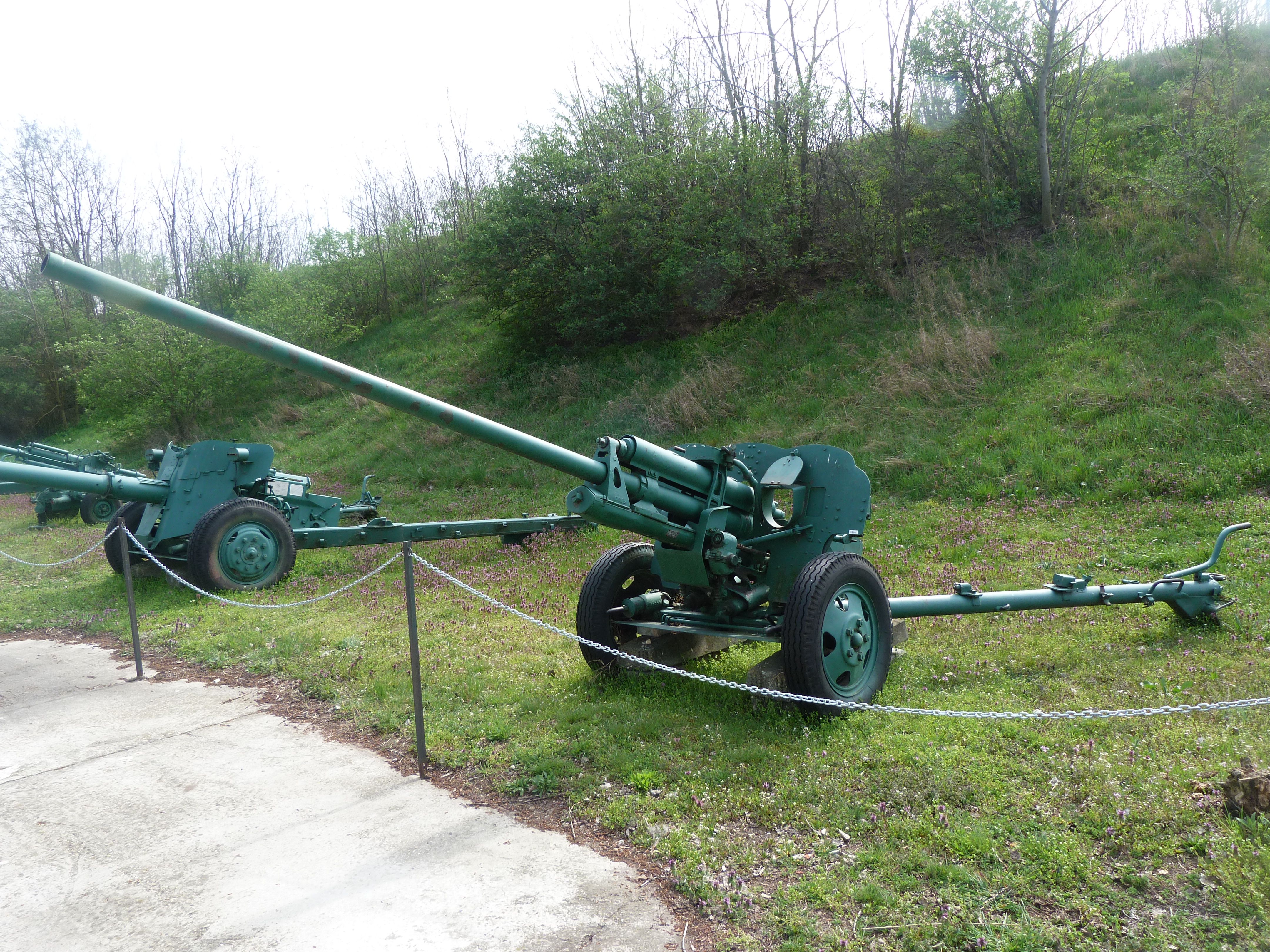
57-мм противотанковая пушка ЗиС-2 (образца 1943 года)
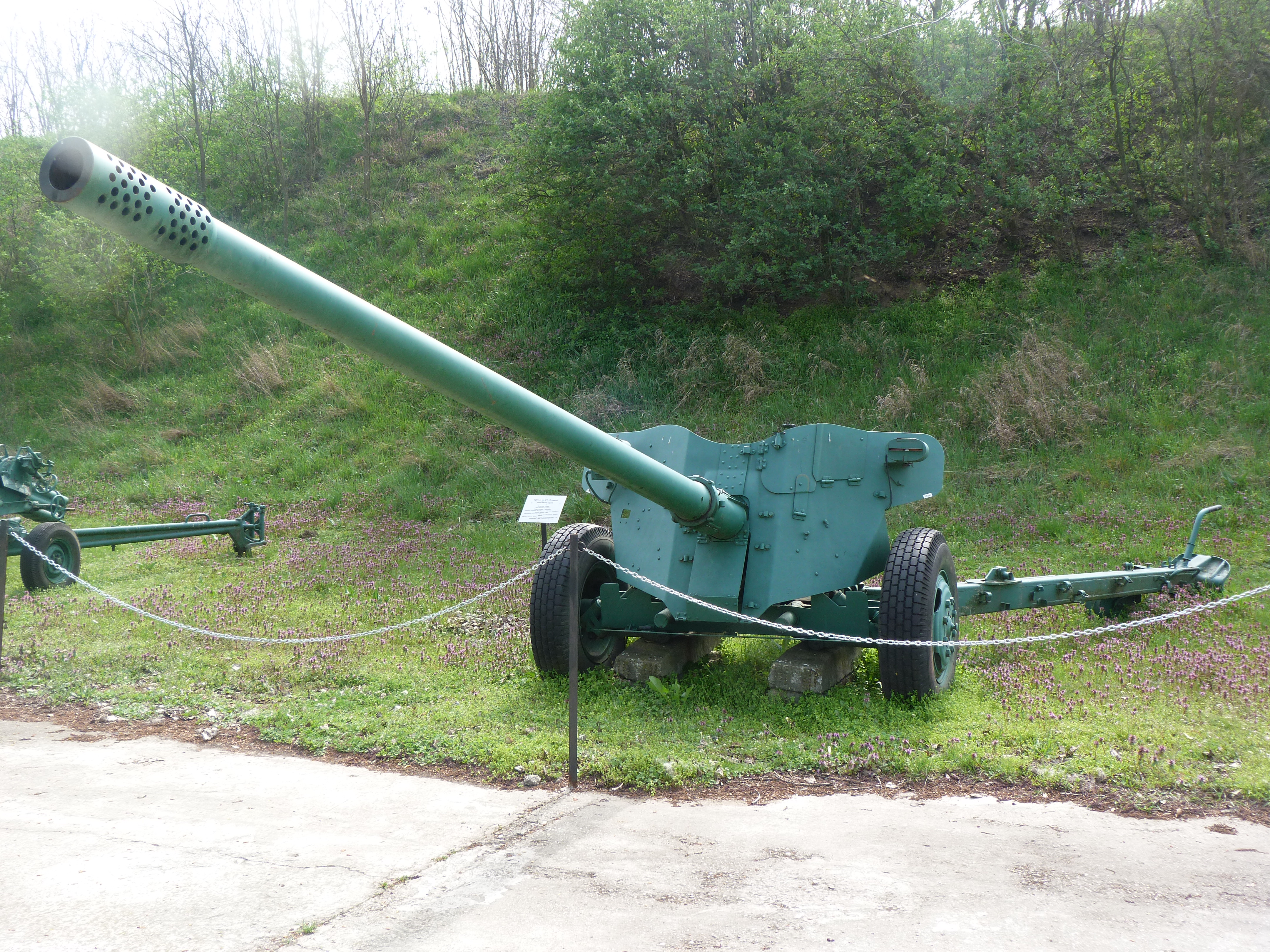
100-мм противотанковая пушка МТ-12
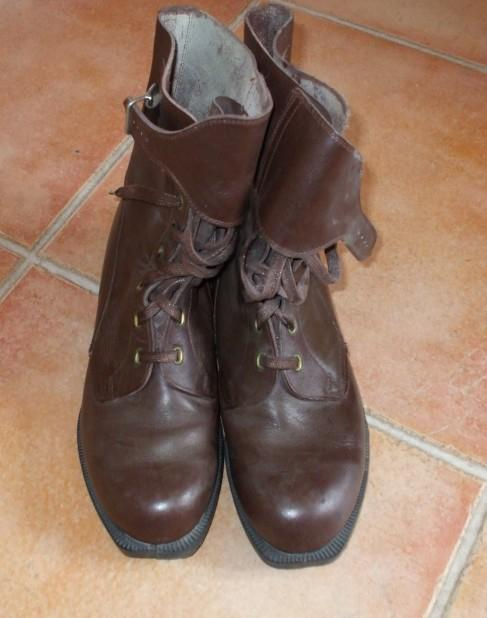
Солдатские ботинки M65
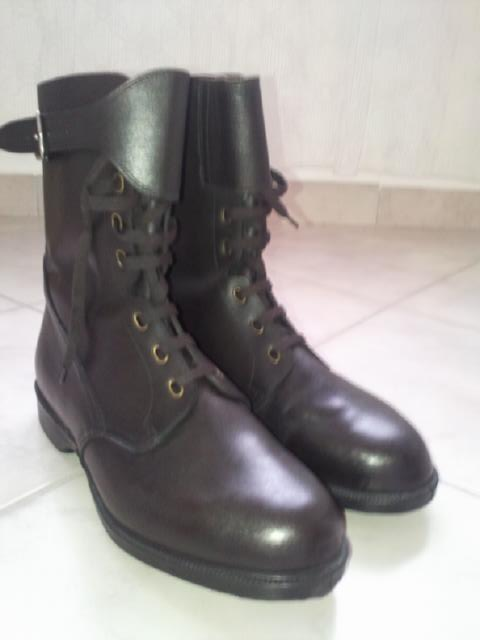
Солдатские ботинки M65
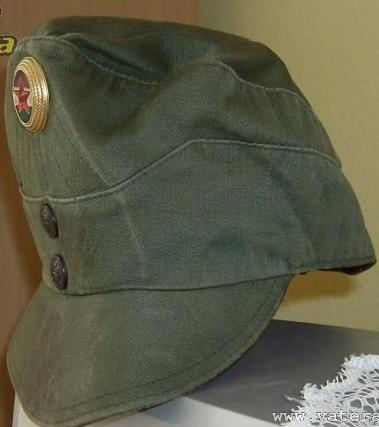
Кепи (бергмютце) M1965/75
Значок на кепи Венгерской народной армии (1950—1957)